# Lietuvos ledo ritulio federacija
Der Lietuvos ledo ritulio federacija (Litauischer Eishockeyverband) ist der nationale Eishockeyverband Litauens. 

## Geschichte
Der Verband wurde am 19. Februar 1938 in die Internationale Eishockey-Föderation aufgenommen. Der Verband gehört zu den IIHF-Vollmitgliedern. Aktueller Präsident ist Petras Nausėda. 
Der Verband kümmert sich überwiegend um die Durchführung der Spiele der litauischen Eishockeynationalmannschaft sowie der Junioren-Mannschaften. Zudem organisiert der Verband den Spielbetrieb auf Vereinsebene, unter anderem in der litauischen Eishockeyliga.